# کارترکار
کارترکار (انگلیسی: Cartercar) شرکت خودروسازی آمریکایی بود، که در سال ۱۹۰۵ تأسیس شد.